# Ozyptila sedotmikha
Ozyptila sedotmikha là một loài nhện trong họ Thomisidae.
Loài này thuộc chi Ozyptila. Ozyptila sedotmikha được Gershom Levy miêu tả năm 2007.